# Yevgeniy Frolov
Yevgeniy Frolov est un boxeur soviétique né le 14 juin 1941 à Moscou.

## Carrière
Il participe aux Jeux olympiques d'été de 1964 dans la catégorie des super-légers et y remporte la médaille d'argent.

## Palmarès

### Jeux olympiques
- Jeux olympiques d'été de 1964 à Tokyo en poids super-légers (-63,5 kg)

## Référence
1. ↑  (en) Résultats des Jeux olympiques 1964 (amateur-boxing.strefa.pl)